# Смертельное оскорбление
«Смертельное оскорбление» (англ. The Killing Jar; встречается вариант перевода «Убийственная фляга») — криминальный фильм Марка Янга 2010 года с Майклом Мэдсеном в главной роли.

## Сюжет
Камерное действие всего фильма происходит в одном всеми забытом придорожном кафе. Персонажей всего девять человек. Среди них: владелец кафе — нервный мексиканец, уставшая официантка, местный полицейский — заместитель шерифа, водитель-дальнобойщик — бывший военный, а также молодая пара и темнокожий парень, заехавший выпить чашку кофе. Мирную атмосферу внезапно нарушает сообщение по радио о том, что недалеко было совершено массовое убийство: убит фермер, его жена и двое детей. Вскоре после этого в кафе заходит мрачный незнакомец… Официантка начинает подозревать, что он и есть убийца, о котором объявили по радио, и просит полицейского поговорить с ним. В ходе распроса, вылившегося в нелицеприятную ситуацию с грубым превышением  заместителем шерифа своих полномочий, оказалось, что официантка ошиблась. 
Разозлённый незнакомец уходит, но через несколько минут возвращается с дробовиком в руках и с порога убивает полицейского с мексиканцем. Этот человек оказывается мастером допросов с пытками, он берёт в заложники всех людей в кафе, отнимает у них мобильные телефоны, бумажники и ключи от машин. А вскоре в кафе заходит и последний участник — бизнесмен с чемоданом денег, который он должен передать убийце — мистеру Смиту, за успешно выполненный заказ.
Теперь становится ясно, что виновный — один из людей, находящихся в кафе, и незнакомец берётся за дело — решает вычислить убийцу фермера и его семьи. И никто не понимает, кто этот человек на самом деле и для чего ему всё это нужно. Но с каждым часом количество трупов увеличивается.

## Актёры
- Майкл Мэдсен — Доу, незнакомец
- Эмбер Бенсон — Норин, официантка
- Дэнни Трехо — Джимми, владелец кафе
- Лью Темпл — Лонни, полицейский
- Кевин Гейдж — Хэнк, водитель
- Гарольд Перрино — Диксон, агент торговой фирмы
- Джейк Бьюзи — Грин, бизнесмен
- Талан Торрьеро — Билли, молодой человек
- Линдси Аксельссон — Старр, девушка Билли

## Информация о фильме
- Словосочетание The Killing Jar более точно переводится как «морилка».
- Голос радиодиктора, сообщающего об убийстве принадлежит режиссёру фильма Марку Янгу.